# 克蘭克里克鎮區 (密蘇里州巴里縣)
克蘭克里克鎮區（英語：Crane Creek Township）是位於美國密蘇里州巴里縣的一個行政鎮區。

## 地方資料
克蘭克里克鎮區的面積為73.02平方千米，皆為陸地。根據2020年美國人口普查的數據，當地共有人口693人，而人口密度為每平方千米9.49人。